# グルコース-1-ホスファターゼ
グルコース-1-ホスファターゼ(Glucose-1-phosphatase、EC 3.1.3.10)は、以下の化学反応を触媒する酵素である。
α-D-グルコース-1-リン酸 + 水{\displaystyle \rightleftharpoons }D-グルコース + リン酸
従って、この酵素の2つの基質はα-D-グルコース-1-リン酸と水、2つの生成物はD-グルコースとリン酸である。
この酵素は加水分解酵素に分類され、特にリン酸エステル結合に作用する。系統名は、α-D-グルコース-1-リン酸ホスホヒドロラーゼ(alpha-D-glucose-1-phosphate phosphohydrolase)である。解糖系及び糖新生に関与している。

## 構造
2007年末時点で、1つの構造が解かれている。蛋白質構造データバンクのコードは、1NT4である。